# Battle Island
Battle Island è un videogioco sparatutto a scorrimento pubblicato nel 1988 per Commodore 64 dall'editrice britannica Novagen Software.
Ha per protagonista un soldato a piedi e venne considerato appartenente al filone del classico Commando, sebbene in questo caso lo scenario sia tortuoso, con scorrimento multidirezionale.

## Trama
Su un'isola remota del Pacifico, un'imprecisata forza militare sta costruendo un'arma neutronica che potrebbe minacciare la pace mondiale. L'isola, secondo le immagini satellitari, è ricoperta di fortificazioni, ma è dotata anche di speciali difese futuristiche che hanno decimato i precedenti tentativi di assalto. Ora tocca a un incursore solitario sbarcare di nascosto per liberare i prigionieri, raggiungere una base circondata da un fossato al centro dell'isola usando un ponte Bailey, e distruggere l'arma neutronica.

## Modalità di gioco
Dopo una breve e semplice sequenza iniziale dove si deve sbarcare sull'isola remando un canotto e schivando i pescecani, si controlla il soldato a piedi su un vasto scenario (ampio come 350 schermate, secondo quanto dichiara la confezione) con visuale isometrica e scorrimento libero in tutte le direzioni. L'isola, oltre a qualche ostacolo naturale, ha molte pareti e sbarramenti invalicabili, che rendono lo scenario un labirinto. Molti passaggi obbligati sono rappresentati da cancelli scorrevoli.
Il soldato può camminare e sparare con il fucile in tutte le otto direzioni, inoltre ha una scorta limitata di smart bomb che eliminano istantaneamente tutti i nemici visibili. Si combatte contro soldati simili al protagonista, a volte appostati dietro ripari o in trincee, e occasionalmente contro postazioni fisse, veicoli e granate da lancio, nonché contro strani armamenti futuristici.
L'obiettivo è trovare e raccogliere otto componenti che servono a creare un ponte e raggiungere l'obiettivo finale al centro dell'isola. Bisogna inoltre liberare quattro campi di prigionia. 
Con il gioco originale era fornita una mappa cartacea dell'intera isola, con evidenza dei percorsi recintati e degli obiettivi.
La mappa è importante per orientarsi nel complesso scenario, e c'è una funzione di pausa utile anche per consultarla.
Le componenti si devono di fatto raccogliere nell'ordine in cui appaiono numerate sulla mappa, perché ciascuna sblocca una sezione successiva; in pratica è necessario seguire un percorso parzialmente obbligato attraverso tutta l'isola.
A video è disponibile anche una semplice minimappa dei dintorni, che mostra solo le coste e le posizioni delle componenti.
Si possono raccogliere power-up tra cui mitra per potenziare l'arma, scarpe che aumentano la velocità, e una serie di stelle che compaiono uccidendo molti nemici: le prime tre stelle aumentano la potenza di fuoco, la successiva fornisce invincibilità limitata attivabile con il pulsante.
Il soldato ha più vite e cinque tacche di energia per vita. Si possono trovare da raccogliere ricariche di energia, vite e bombe. Si possono ottenere vite anche liberando gli ostaggi.
Dopo la sconfitta si può continuare ripartendo dall'ultimo cancello elettronico raggiunto (ma ulteriori continuazioni saranno sempre dallo stesso cancello).

## Accoglienza
Battle Island venne pubblicato dalla Novagen, all'epoca nota per i suoi successi con grafica 3D. Paul Woakes in particolare era presentato come autore delle routine del gioco, e all'epoca era noto per la programmazione 3D di giochi Novagen ben realizzati, come Encounter e Mercenary per Commodore 64. L'uscita di Battle Island, un tradizionale sparatutto 2D simile a Commando, rappresentò un inaspettato cambio di genere.
La critica europea ebbe opinioni molto contrastanti. La rivista italiana Radio Elettronica 1 trovò Battle Island fra i migliori del suo genere, apprezzando giocabilità, grafica e soprattutto lo scenario vasto e vario. Zzap! 28 lo giudicò abbastanza bene (voto complessivo 76%), trovandolo piacevole, ma non molto appariscente. Abbastanza bene anche per Tilt 62 (interesse 14/20), che fu positiva soprattutto su grafica e vasto scenario. Sufficienza per Aktueller Software Markt 11 (6-7/12). Giudizi decisamente negativi su tutti i fronti vennero invece da Zzap!64 44 (41%), Commodore User 62 (43%) e Power Play 9 (38%).